# Алюты
Алю́ты (бел. Алюты) — деревня в составе Черневского сельсовета Дрибинского района Могилёвской области Республики Беларусь.

## Население
- 1999 год — 48 человек
- 2010 год — 28 человек

## Знаменитые земляки
Колеснев Самуил Георгиевич - доктор экономических наук, профессор,  заслуженный деятель науки СССР, академик ВАСХНИЛ.